# Auguste Febvrier Despointes

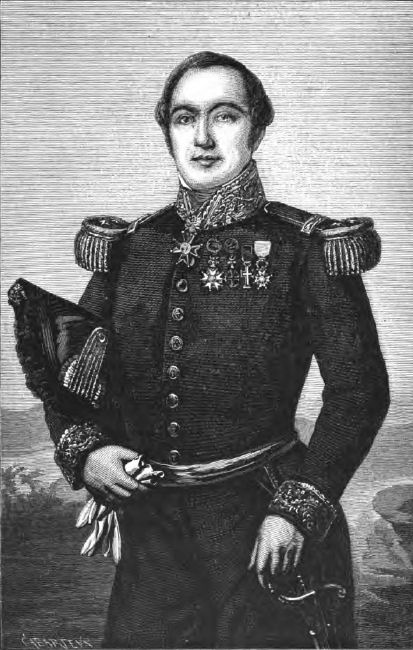
Auguste Febvrier-Despointes

Auguste Febvrier-Despointes (1796 - 5 de março de 1855) foi um contra-almirante francês. Ele serviu como o primeiro comandante da Nova Caledônia de 24 de setembro de 1853 a 1 de janeiro de 1854.

## Vida
Despointes entrou na escola da Marinha Francesa em Brest em setembro de 1811 e em 1844 casou-se com Anne Élisabeth Papin-Thévigné. Ele foi promovido a comandante em 10 de dezembro de 1850 e contra-amirante em 2 de abril de 1851, tornou-se major-general da frota em Brest e depois, em 1852, ascendeu a comandante da divisão naval da França na Oceania e na costa oeste americana. Ele tomou posse oficialmente da Nova Caledônia em nome da França em 24 de setembro de 1853 antes de participar do teatro do extremo leste da Guerra da Crimeia em 1854, incluindo o cerco de Petropavlovsk. Ele então adoeceu, morrendo a bordo de seu navio em 1855; seu corpo foi devolvido à França em 1856.